# Hôtel-Dieu-le-Comte de Troyes
L'hôtel-Dieu de Troyes était un hôtel-Dieu situé en France, dont la destination actuelle est l'hébergement du musée de l'Apothicairerie et de la Cité du Vitrail de Troyes. Une partie des bâtiments est également dévolue au centre universitaire de Troyes, qui dépend de l'université de Reims-Champagne-Ardenne.
Le bâtiment, en forme de U, est construit entre cour et jardin. Deux adjonctions sur l'aile ouest accueillent la chapelle et l'apothicairerie. La cour est fermée par une grille monumentale en fer forgée.
Il est connu comme hôtel-Dieu-le-Comte ou maison-Dieu-Saint-Étienne.

## Historique
La fondation de l'hôtel-Dieu est un acte du comte de Champagne Henri le Libéral au XIIe siècle et tenu par l'ordre des Augustins avec des biens comme un moulin en 1174. Elle fait partie de la même fondation que la collégiale Saint-Étienne de Troyes et était sous le même vocable de Domus Dei B. Stephani. Il faisait partie du complexe palatial des comtes de Champagne qui comprenait le palais, la collégiale et l'hôtel-Dieu. 
C'est le plus grand des cinq hôtels-Dieu de la ville et l'un des deux dont les bâtiments subsistent avec l'hospice Saint-Nicolas de Troyes. Il a ses possessions propres comme les moulins de Trévois, la tannerie, le four et la grange de Croncels. Il relève du Roi depuis 1284 et a deux charges : accueillir les pèlerins et s'il ne recevait pas les lépreux, les aveugles, les manchots et autres mutilés, les enfants trouvés c'est qu'ils n'étaient pas guérissables ; les femmes après qu'elles eurent accouchés jusqu'à leurs relevailles. L'accueil fut élargi à toutes les populations au XVIe siècle et le bâtiment reste un lieu de médecine jusqu'en 1988.

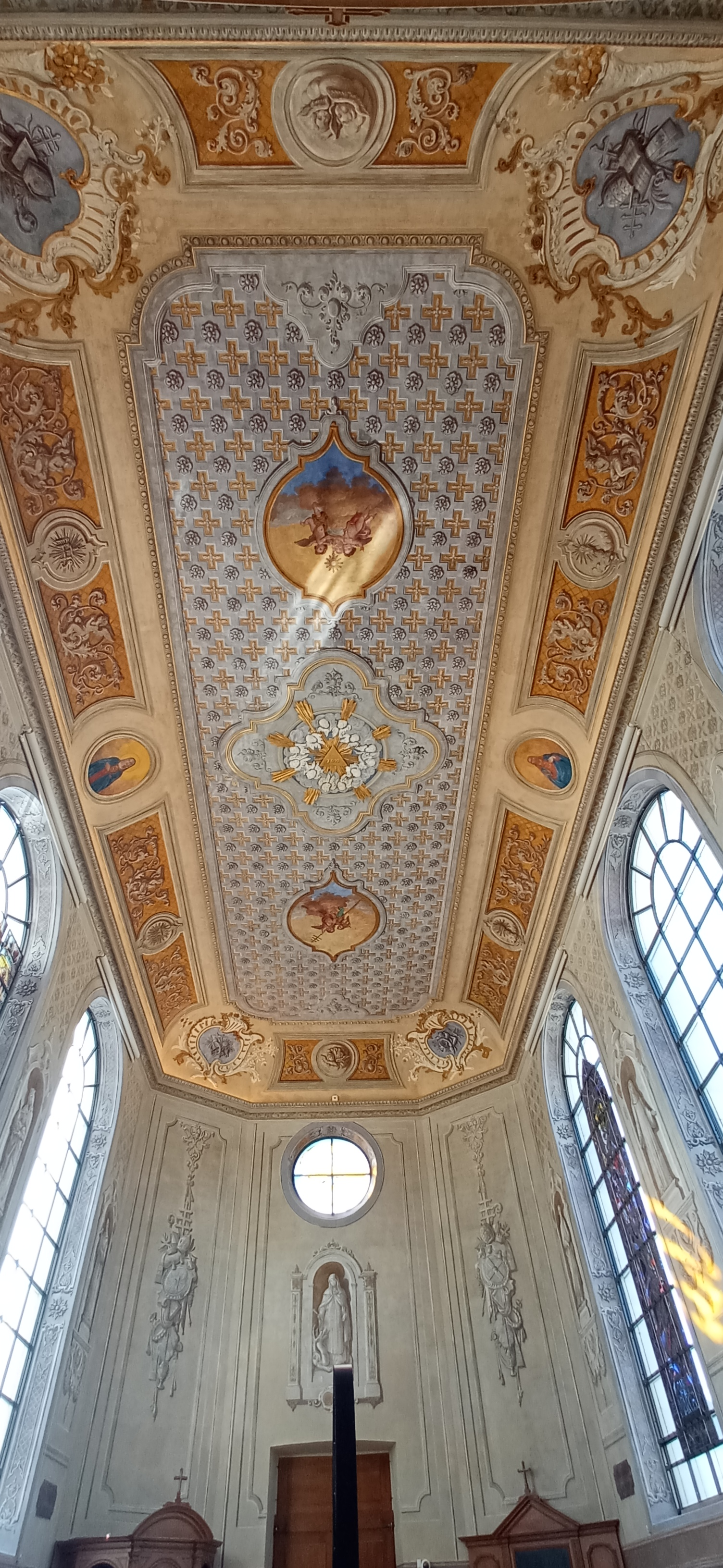
intérieur de la Chapelle de l'Hôtel-Dieu de Troyes.

### Bâtiments
Ils furent agrandis en 1270 par un don de Renaud de Bar-le-Duc, il avait sa chapelle et son cimetière. La chapelle sur deux niveaux était à Sainte-Marguerite où étaient exposés les morts, en bas et à Saint-Barthélemy pour la chapelle haute. L'hôtel-Dieu fut agrandi en 1482 et 1494, puis sa façade sur la rue de la Cité fut rectifiée en 1631. Il fut reconstruit entre 1701 et 1764 pour avoir la configuration actuelle. C'est une œuvre de Pierre Delphin pour la grille et sur la volonté de l'évêque de Troyes François Bouthillier et des maires de Troyes Louis de Mauroy et Jacques Berthelin. La chapelle est située à la place de l'ancienne porte d'entrée, la Girouarde, de la ville par la via Agrippa.

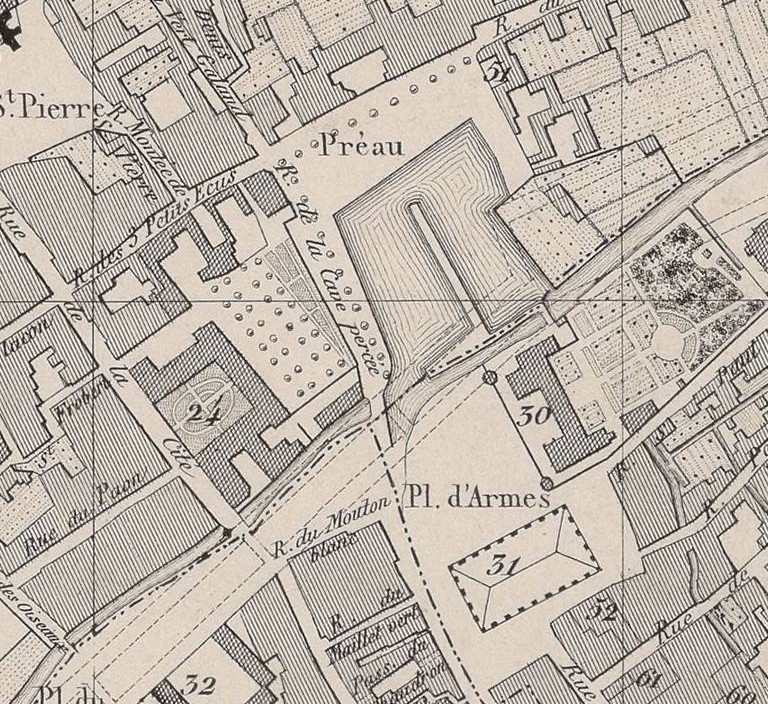
Les bâtiments en 1839 : la cour d'honneur (24).

L'hôtel-Dieu est classé au titre des monuments historiques en 1889 (grille) et 1964 (façades et toitures des bâtiments).

### Personnel
Tenu par l'ordre des Augustins, il avait des salles et des personnels séparés pour les hommes et les femmes, comme les usages de l'époque le voulait. Le maître était nommé et révoqué par le comte et le maître se faisait aider par deux ou trois chanoines du chapitre st-Étienne et de son doyen. Pour les comptes, il se faisait aider par un ou plusieurs bourgeois de la ville, par son  frère procureur et l'aumônier du comte.
Au XVIe siècle, l'accueil s'était élargis à tous et il y avait en moyenne une quarantaine de personnes. Ils étaient soignés par les frères et sœurs, par des barbiers et des chirurgiens. En 1721 il y avait trente lits pour les hommes et autant pour les femmes, nombre qui passait à trente-quatre lits doubles et deux lits simples pour les femmes, quarante lits doubles et six simples pour le côté hommes en 1820.
Galerie d'images

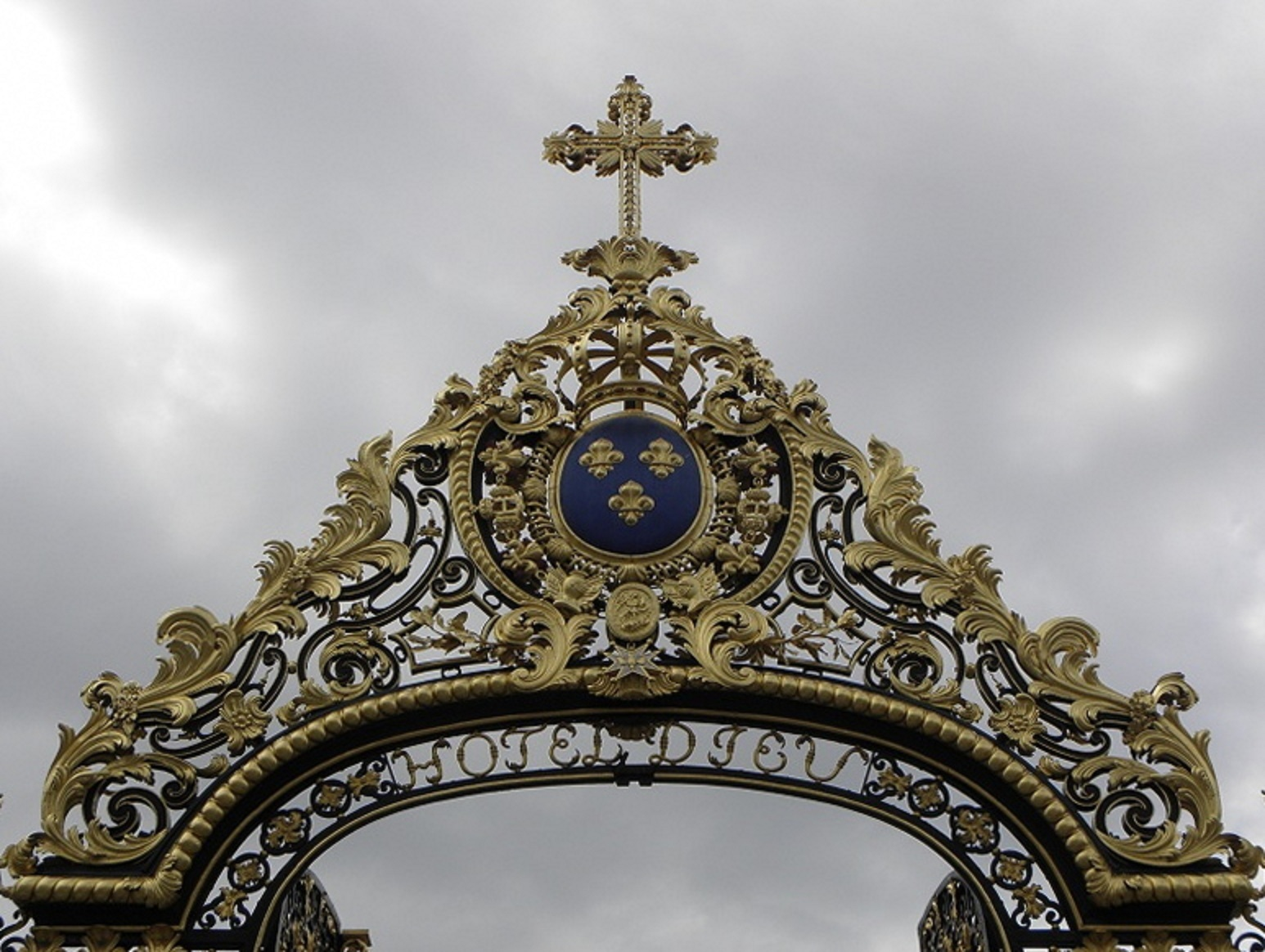
Détail de la grille.
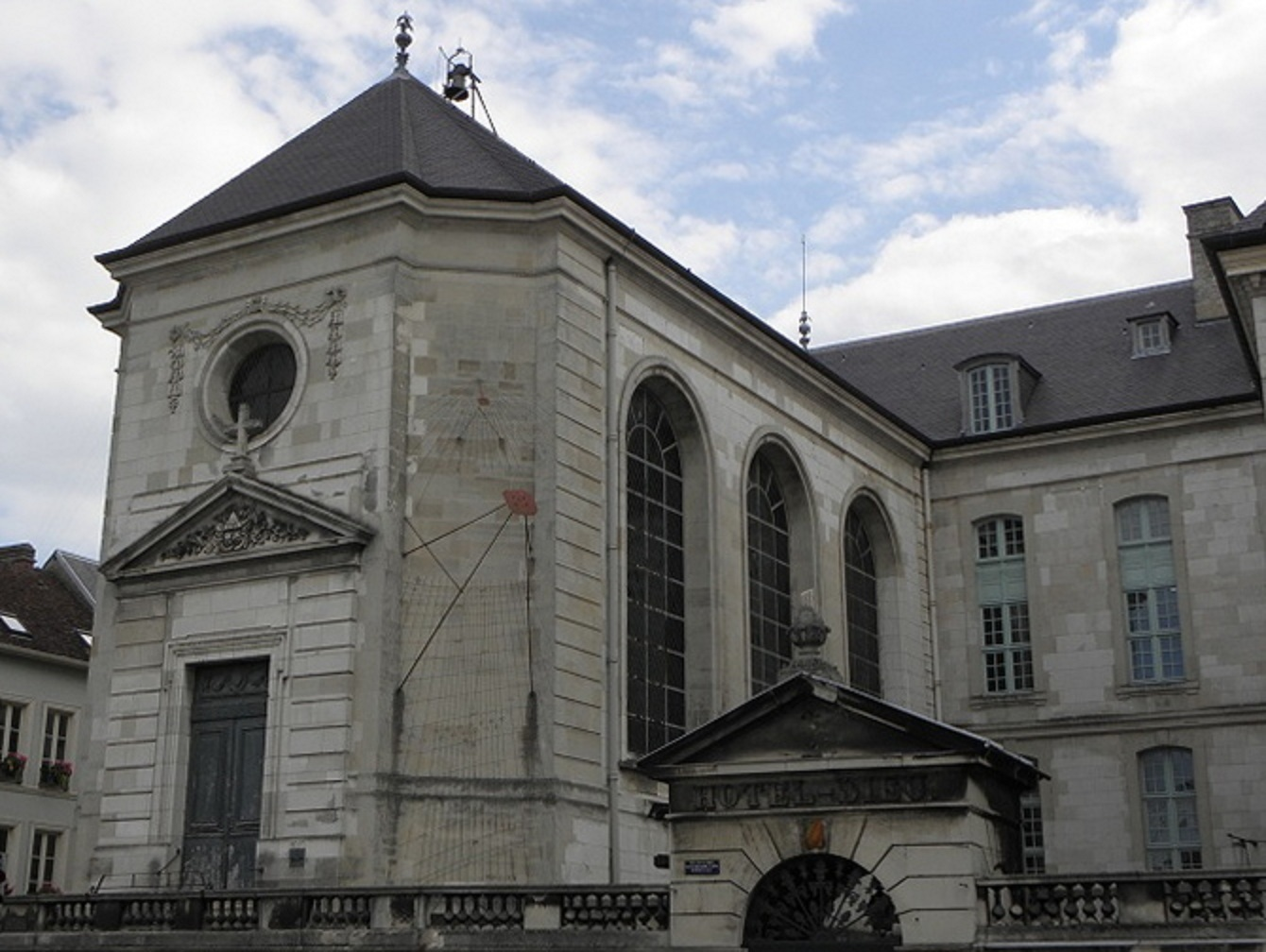
La chapelle.
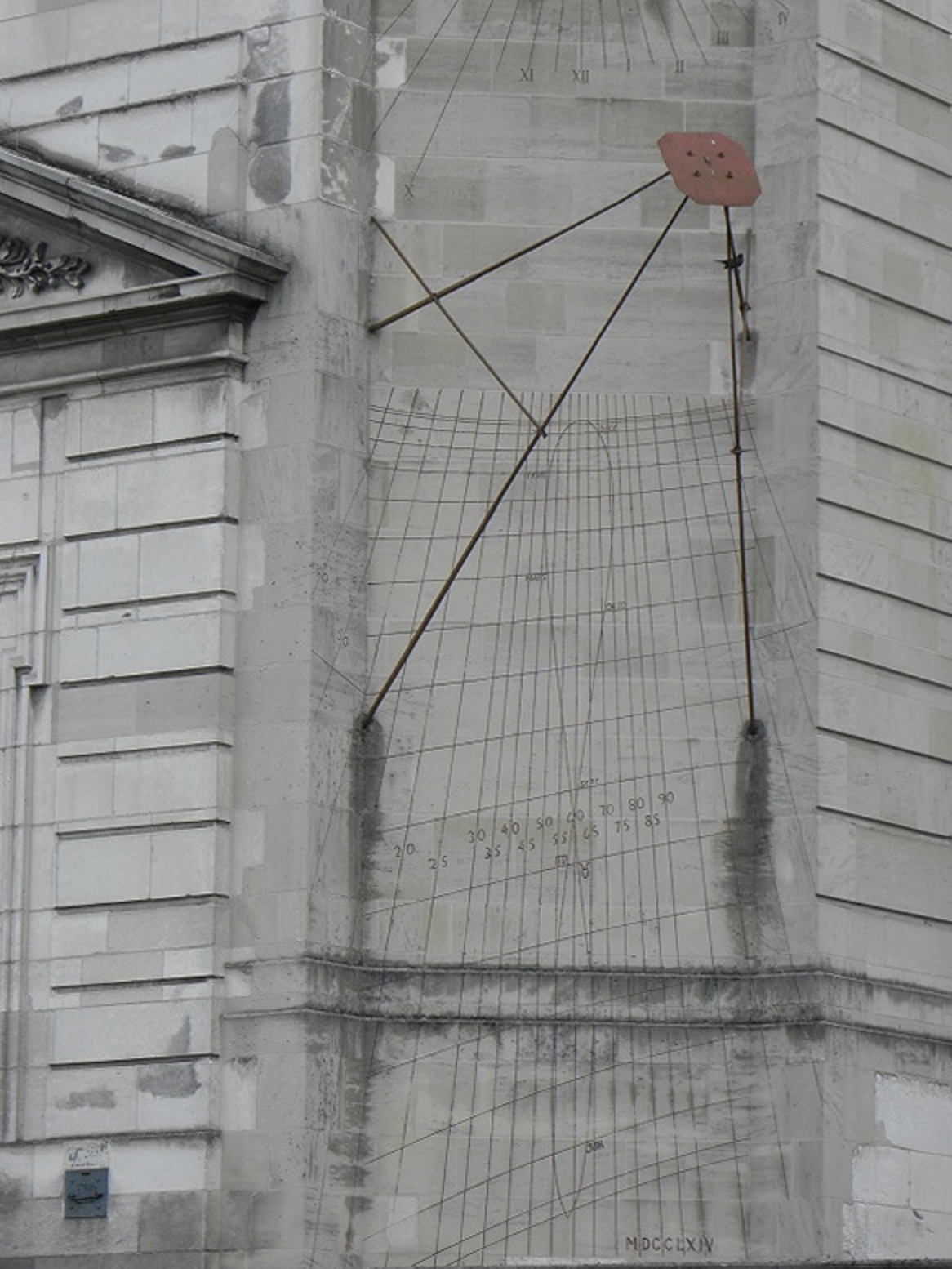
Son cadran solaire.
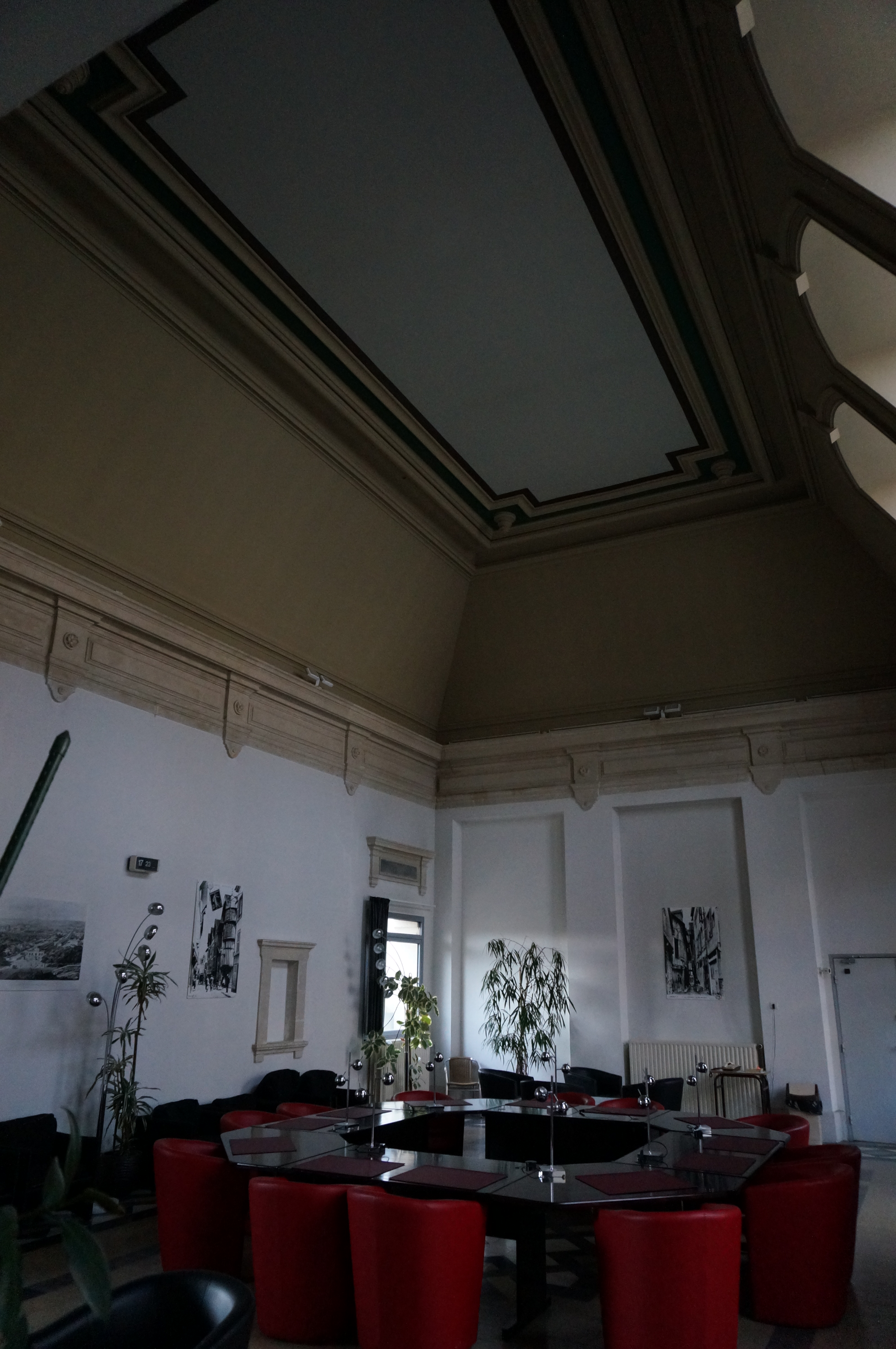
Salon.

## Usages actuels

### Université de Champagne-Ardenne

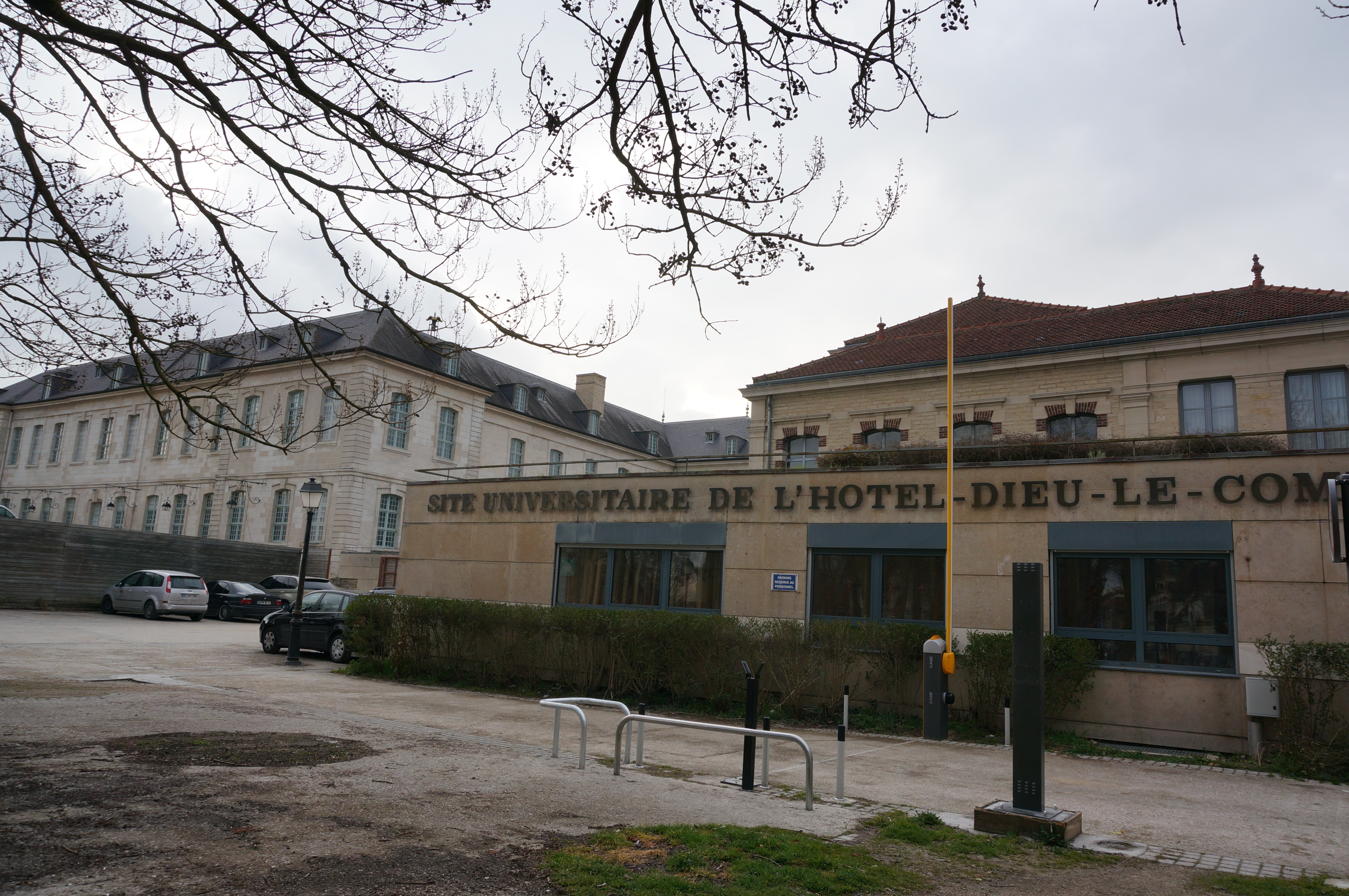
Entrée du site universitaire.

Une partie des bâtiments historiques hébergent depuis 1992, une partie des salles de cours et la bibliothèque universitaire du campus délocalisé de l'université de Reims Champagne-Ardenne.

### Cité du Vitrail
Depuis le 29 juin 2013, les communs restaurés de cet hôtel-Dieu hébergent un conservatoire du vitrail appelé la « Cité du Vitrail ». Le département de l'Aube revendique en effet le titre de « capitale européenne du vitrail » avec un important patrimoine de vitraux classés, soit près de 9 000 m2 de verrières du XIIe siècle au XXIe siècle, réparties dans près de 400 églises et monuments. Cet espace a fermé ses portes en décembre 2018 pour laisser se développer les travaux sur l'ensemble du site et ouvrir fin 2022 la « grande » Cité du Vitrail. Les nouveaux espaces, situés dans l'aile Ouest de l'hôtel-Dieu-le-Comte et sa chapelle, offrent alors sur 3 000 m2 des espaces d'exposition, un centre de ressources, un pôle d'études, une librairie-boutique et une salle de conférences.

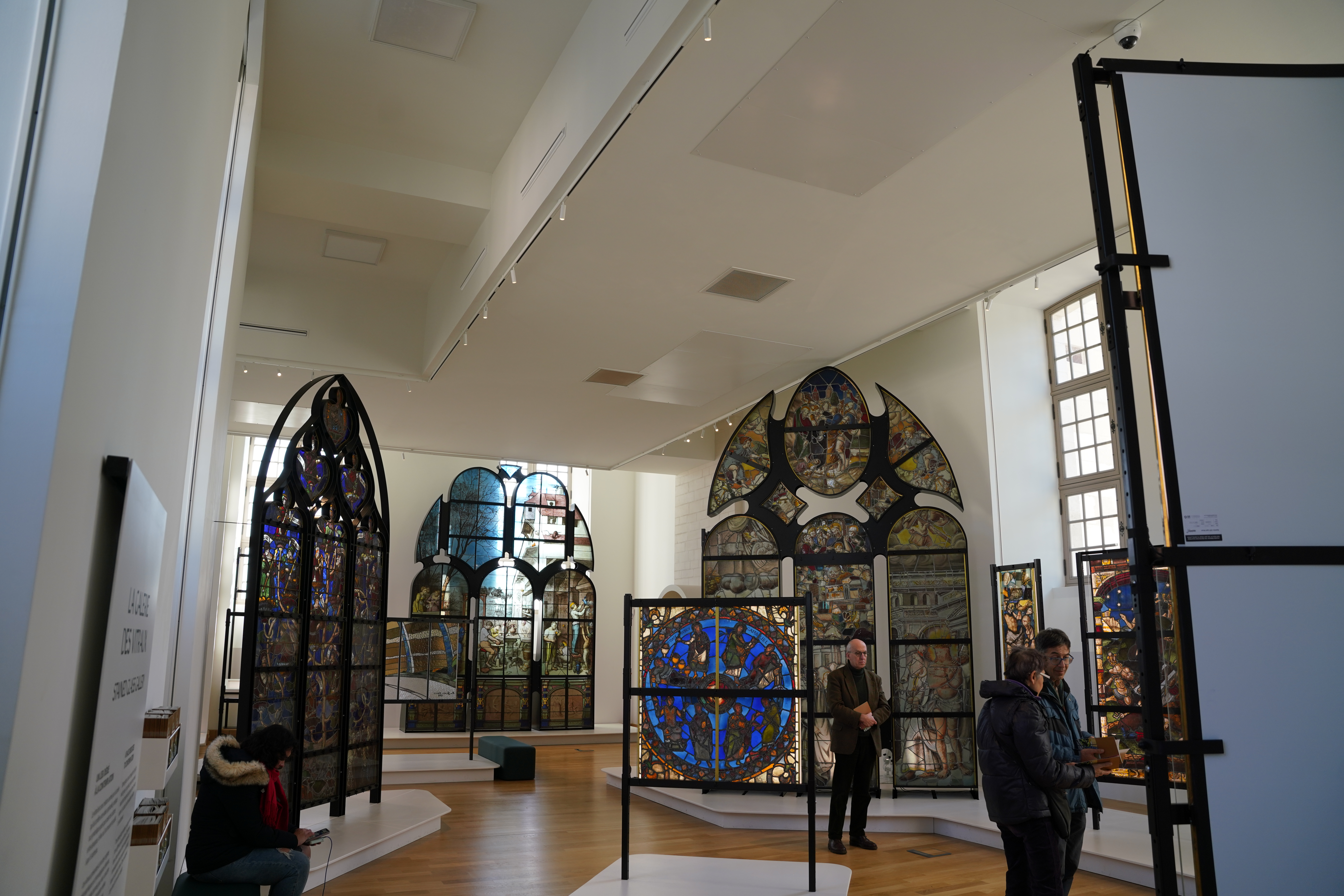
Une salle de la Cité.
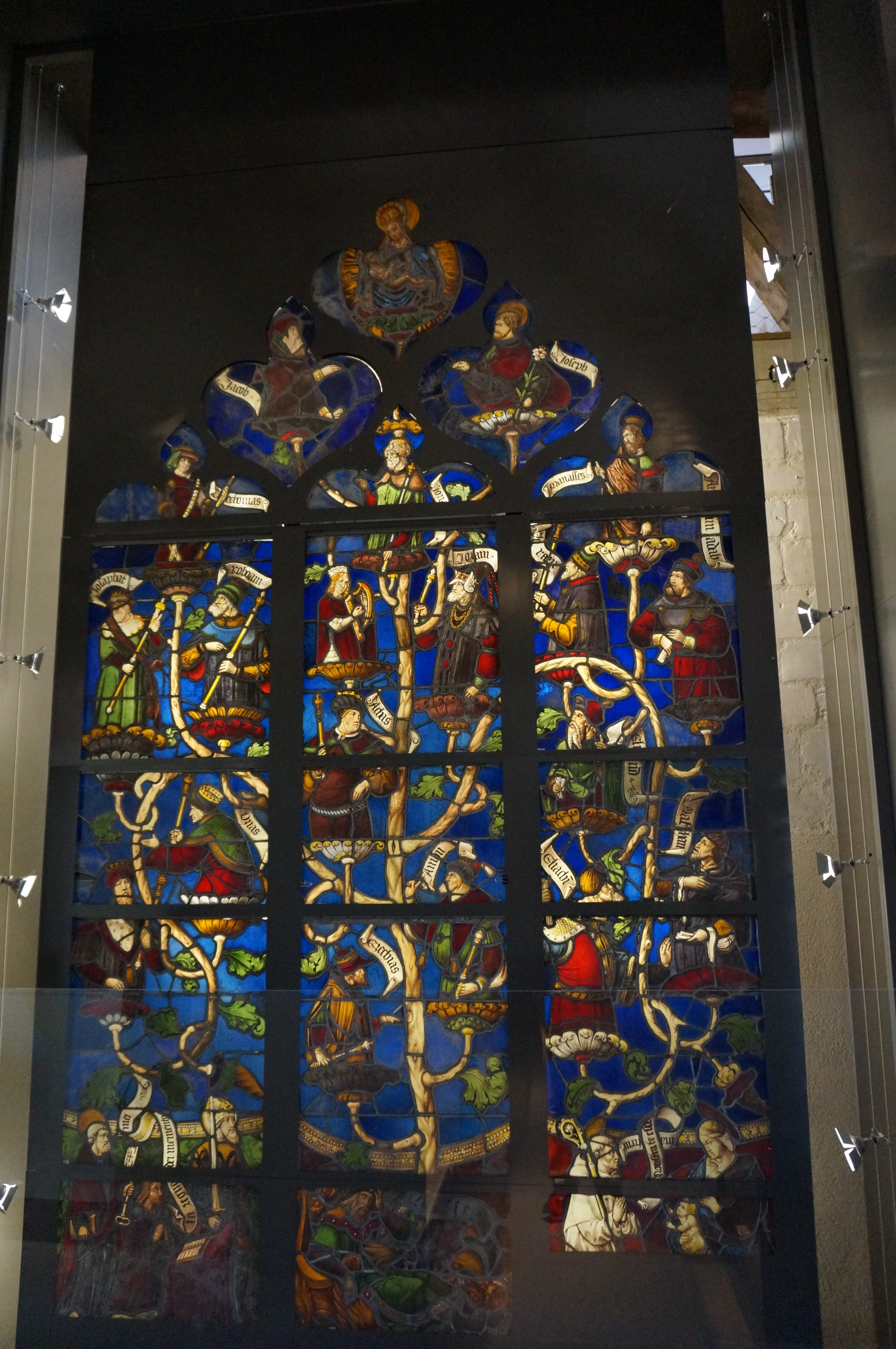
Arbre de Jessé Laines-aux-Bois.
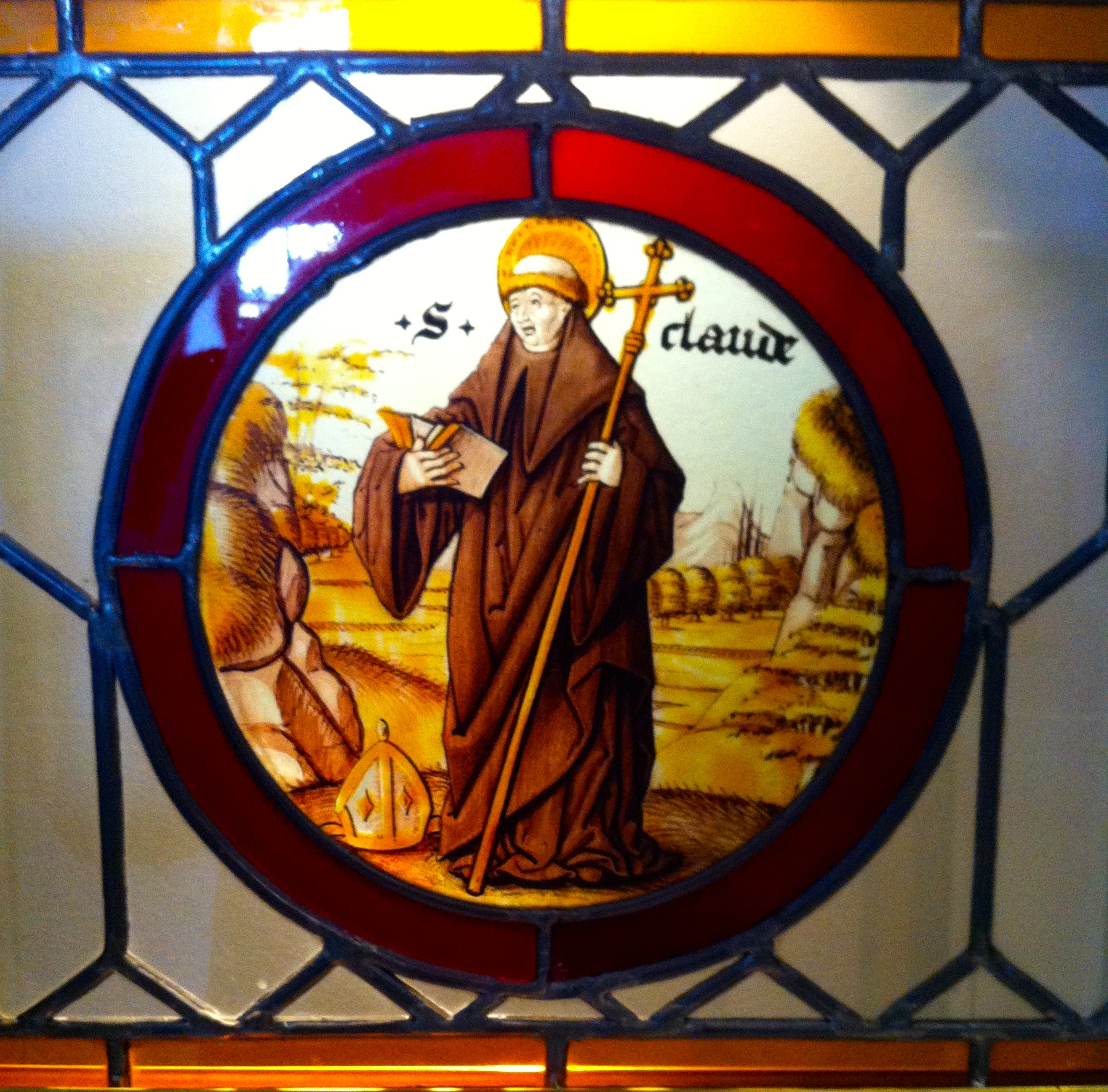
Rondel.
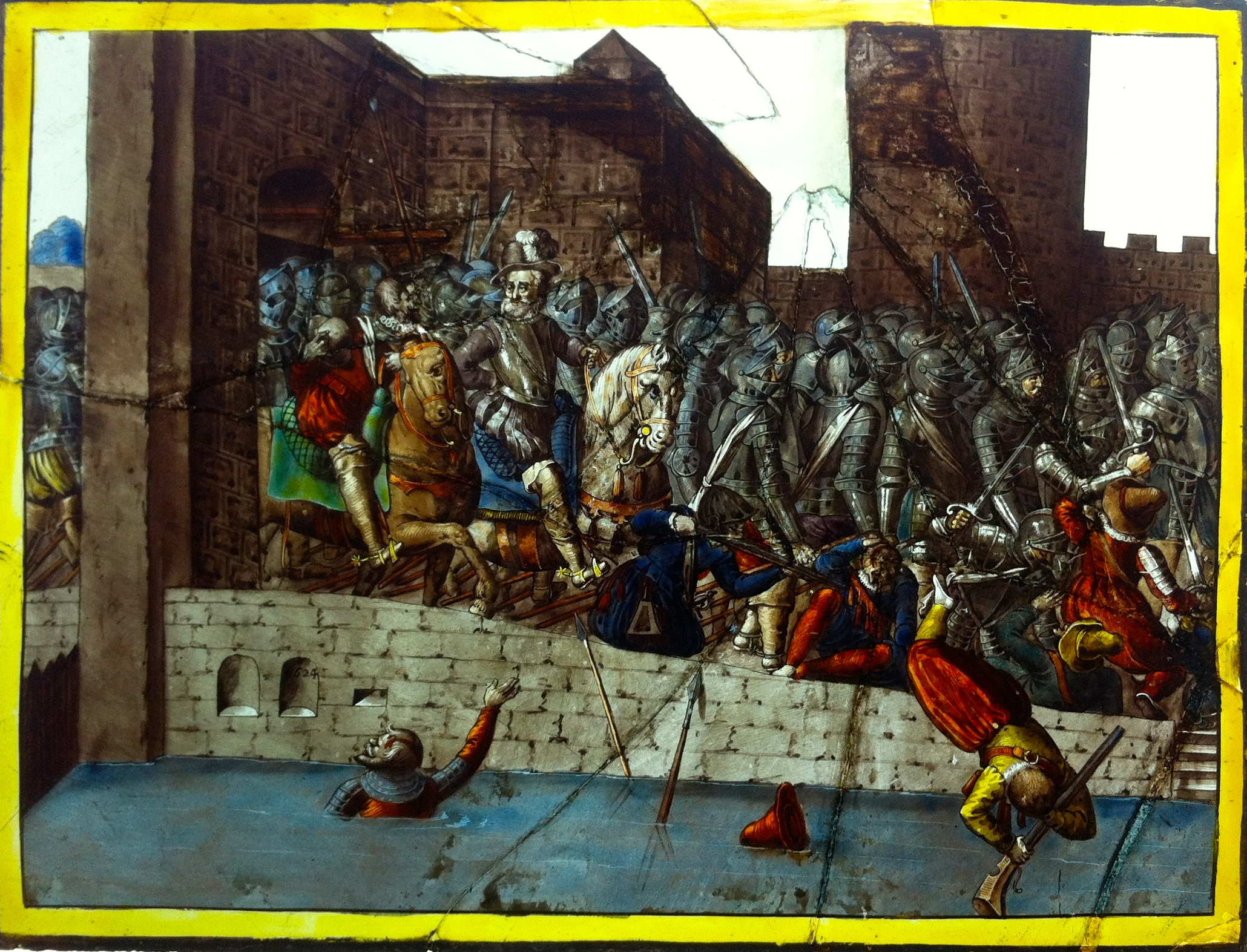
Entrée d'Henri IV à Paris provenant  de l'hôtel de l'Arquebuse.
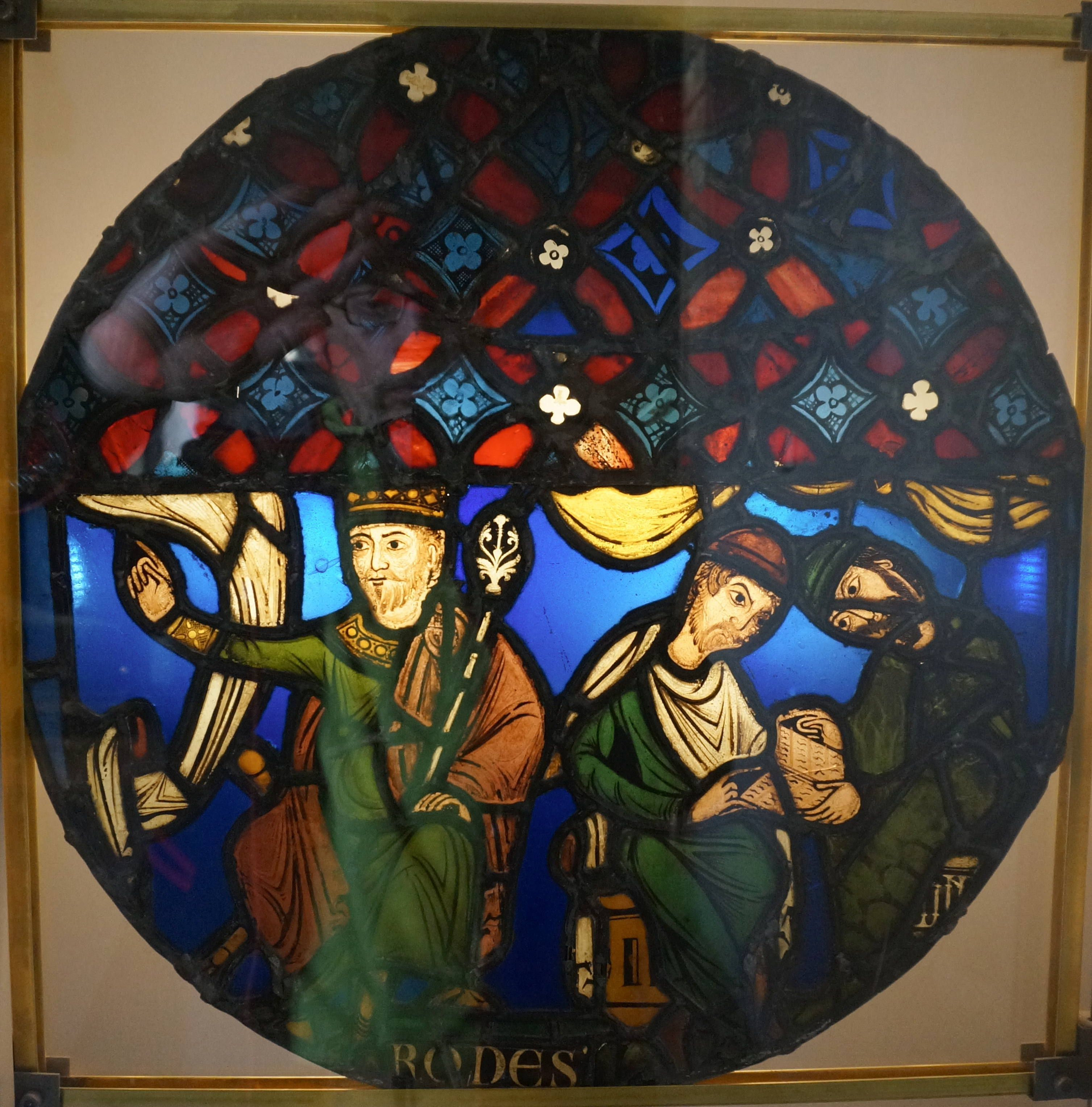
Hérode et ses conseillers.

### Musée de l'Apothicairerie
Dans le cadre de l'ancienne apothicairerie du XVIIIe siècle, la collection du musée présente des objets issus de l'hôtel-Dieu, dont les plus anciens remontent  au XVIe siècle. Il forme, depuis 2023, une partie de la nouvelle Cité du Vitrail.

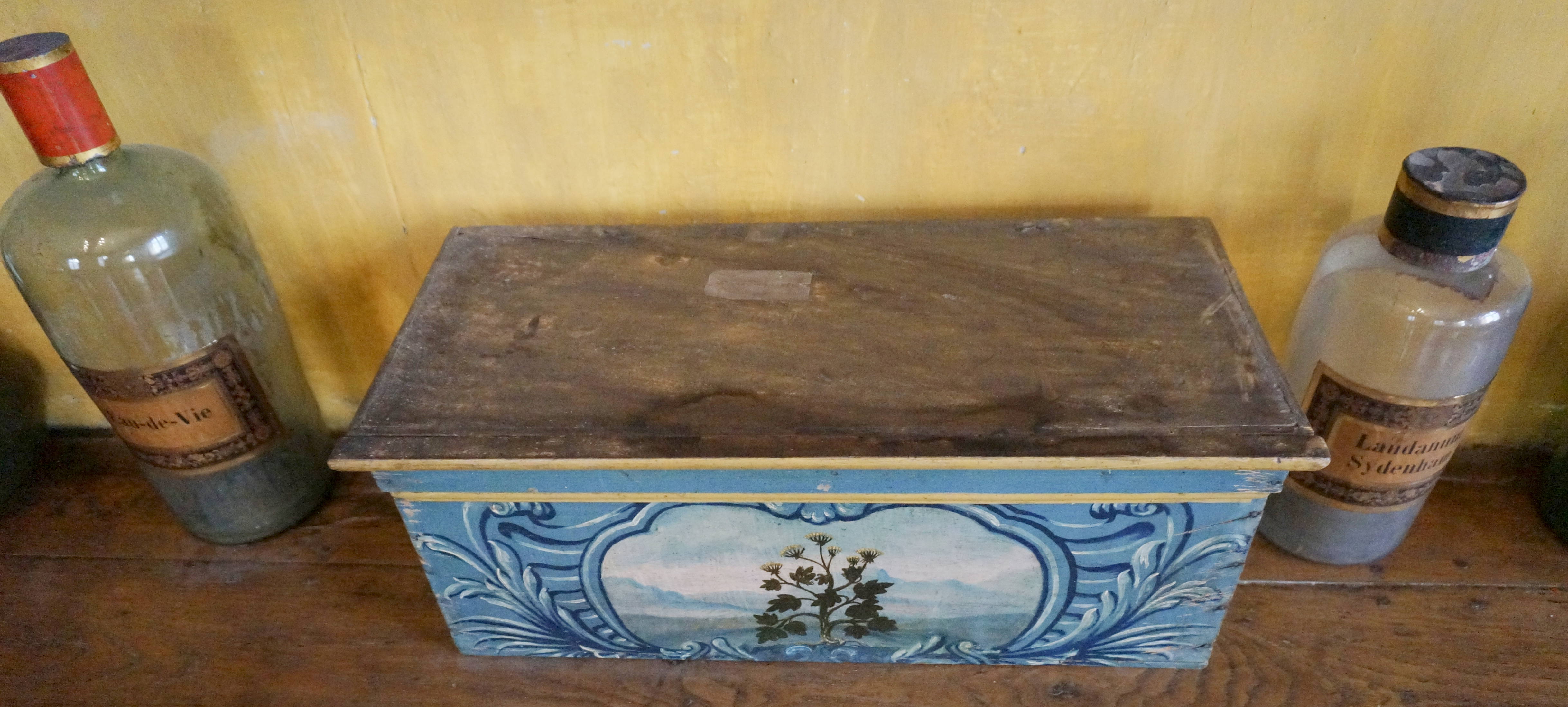
Boîte, bouteille pour ingrédients.
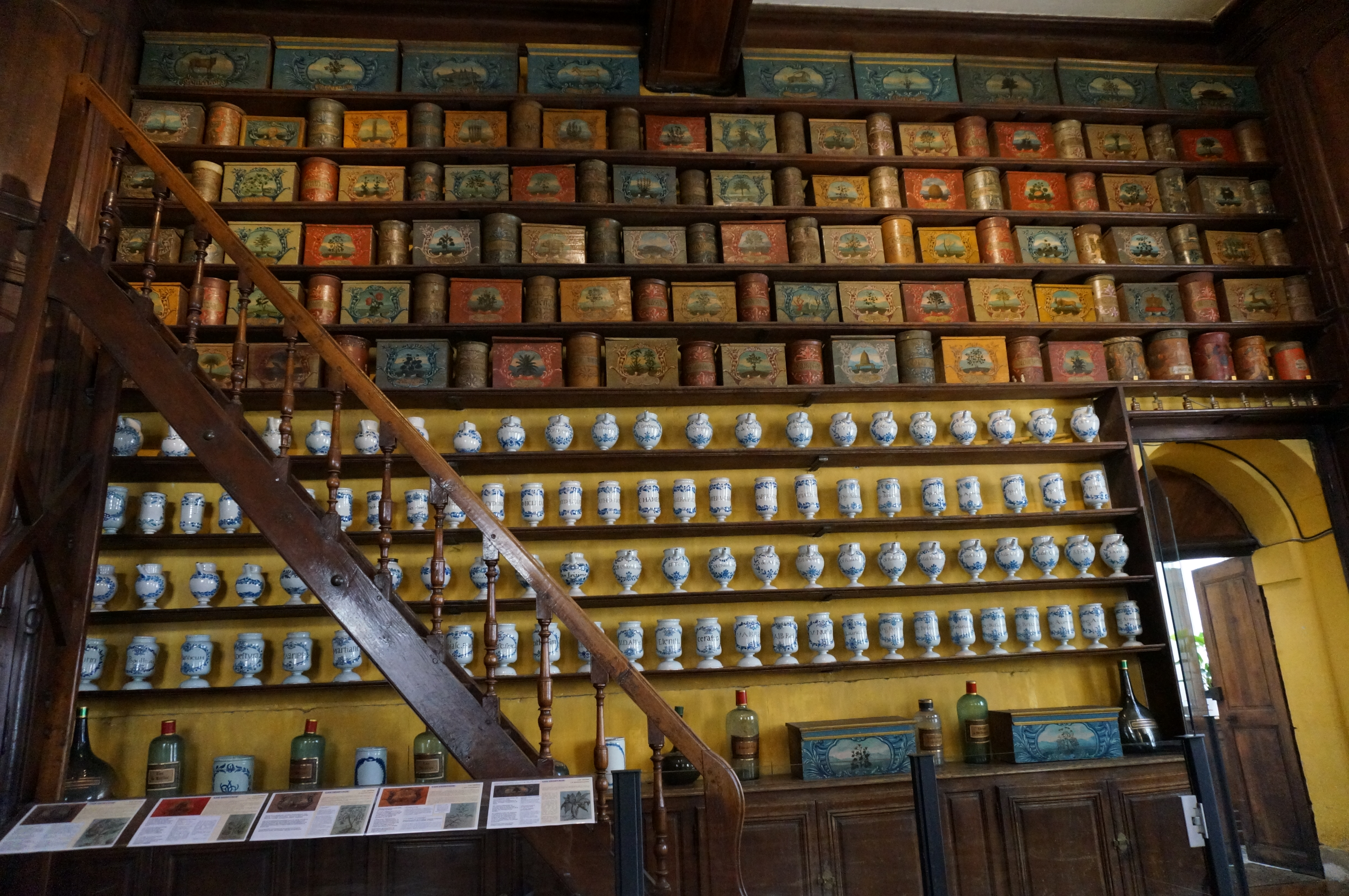
Salle de l'apothicairerie.
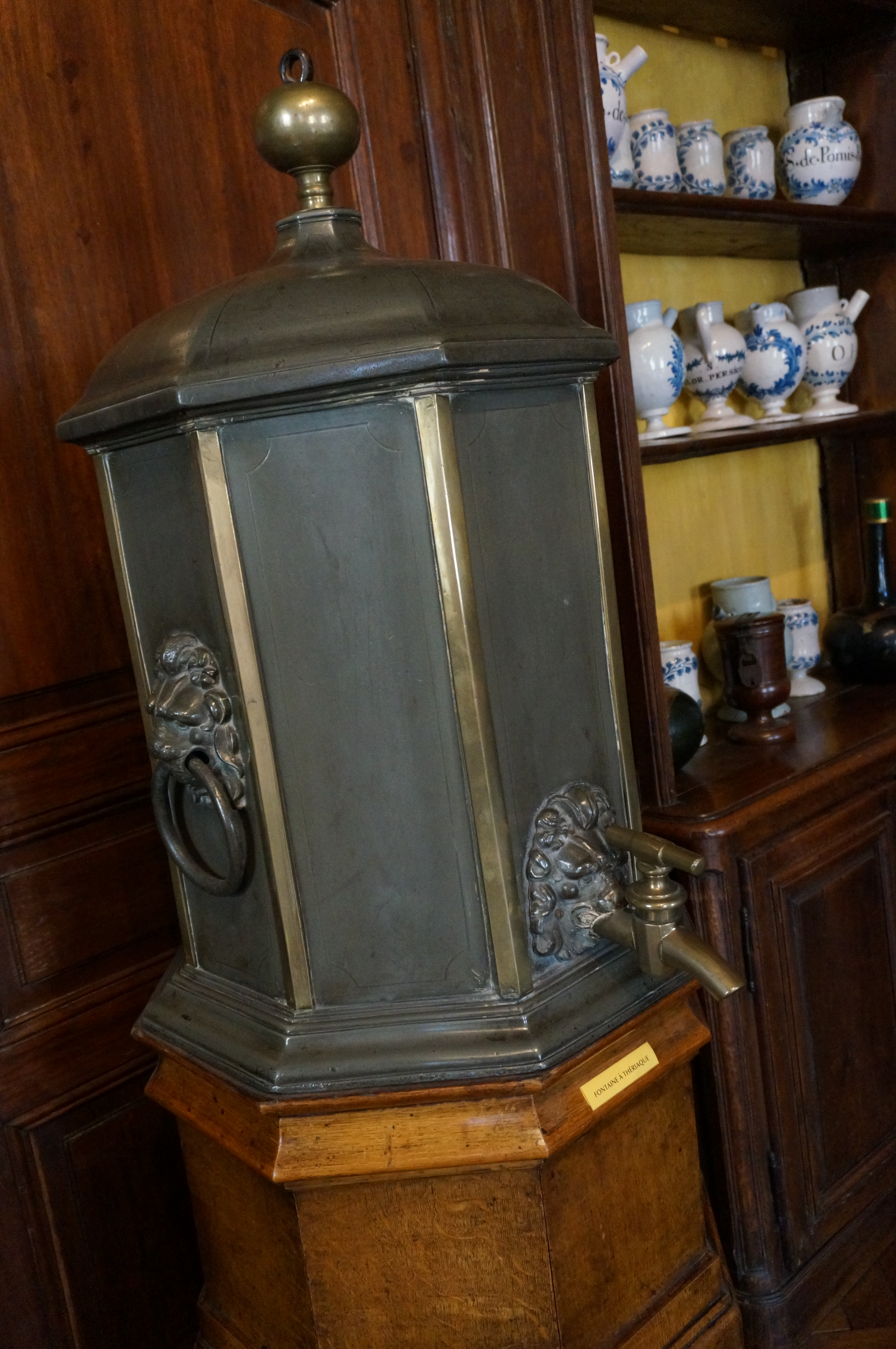
Fontaine à thériaque.
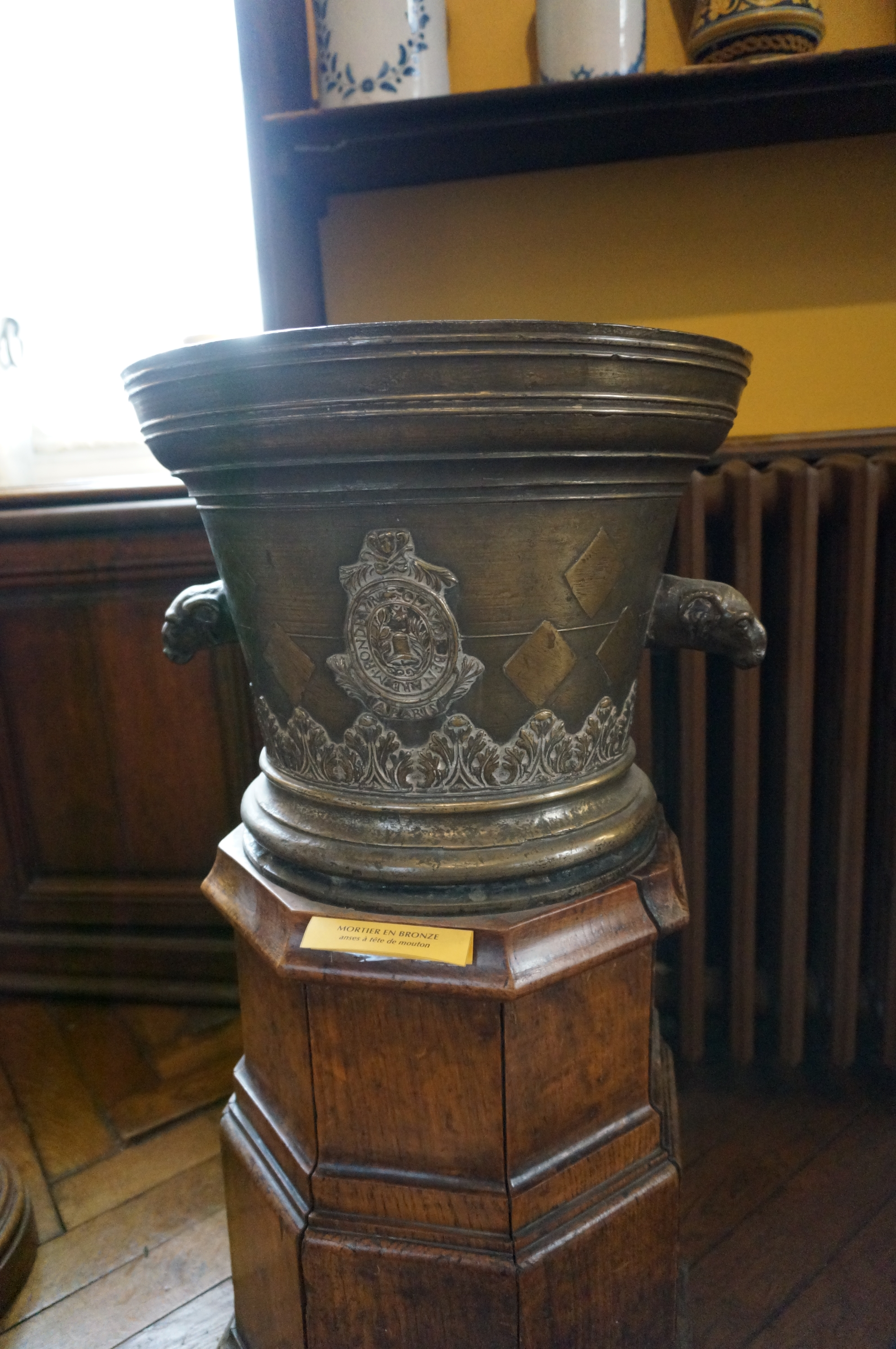
Mortier.

Il est organisé en trois salles : 
- l'apothicairerie, lieu de stockage des ingrédients destinés à la fabrication des remèdes. Disposés sur des étagères, sont conservés 319 boîtes peintes (silènes), présentant des décors du XVIIIe siècle ainsi que de nombreux contenant en faïence et en verre. Parmi eux, se trouvent des albarelles, des pilons, flacons en verre...
- La salle voûtée, servant autrefois de laboratoire. Des vitrines sont consacrées à l'histoire de la médecine et de la pharmacopée.
- Une troisième salle qui contient la collection des objets de l'hôtel-Dieu, plusieurs châsses et une crosse.

Le musée a été fondé en 1976 et se trouvait près de la cathédrale. Il abrite également la collection de Jean-Marie Denis.
Depuis le lundi 21 mai 2018, et pour une longue durée, l’apothicairerie de l’hôtel Dieu-le-Comte a été fermée. Cette fermeture est liée au chantier de rénovation de l’aile ouest de l’édifice, qui doit accueillir la future Cité du Vitrail (projet porté par le département de l’Aube).

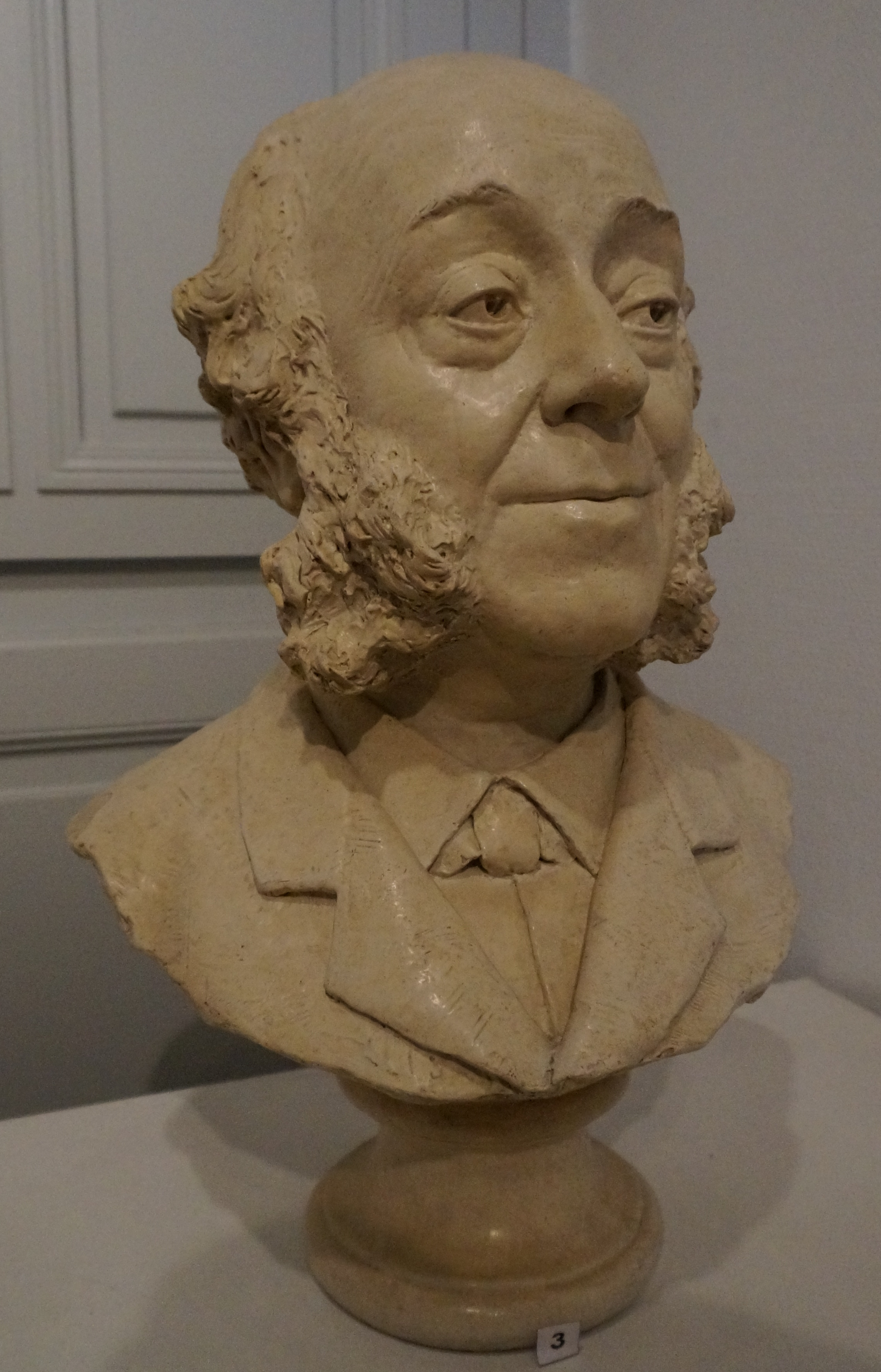
Buste de Jules Hervey.
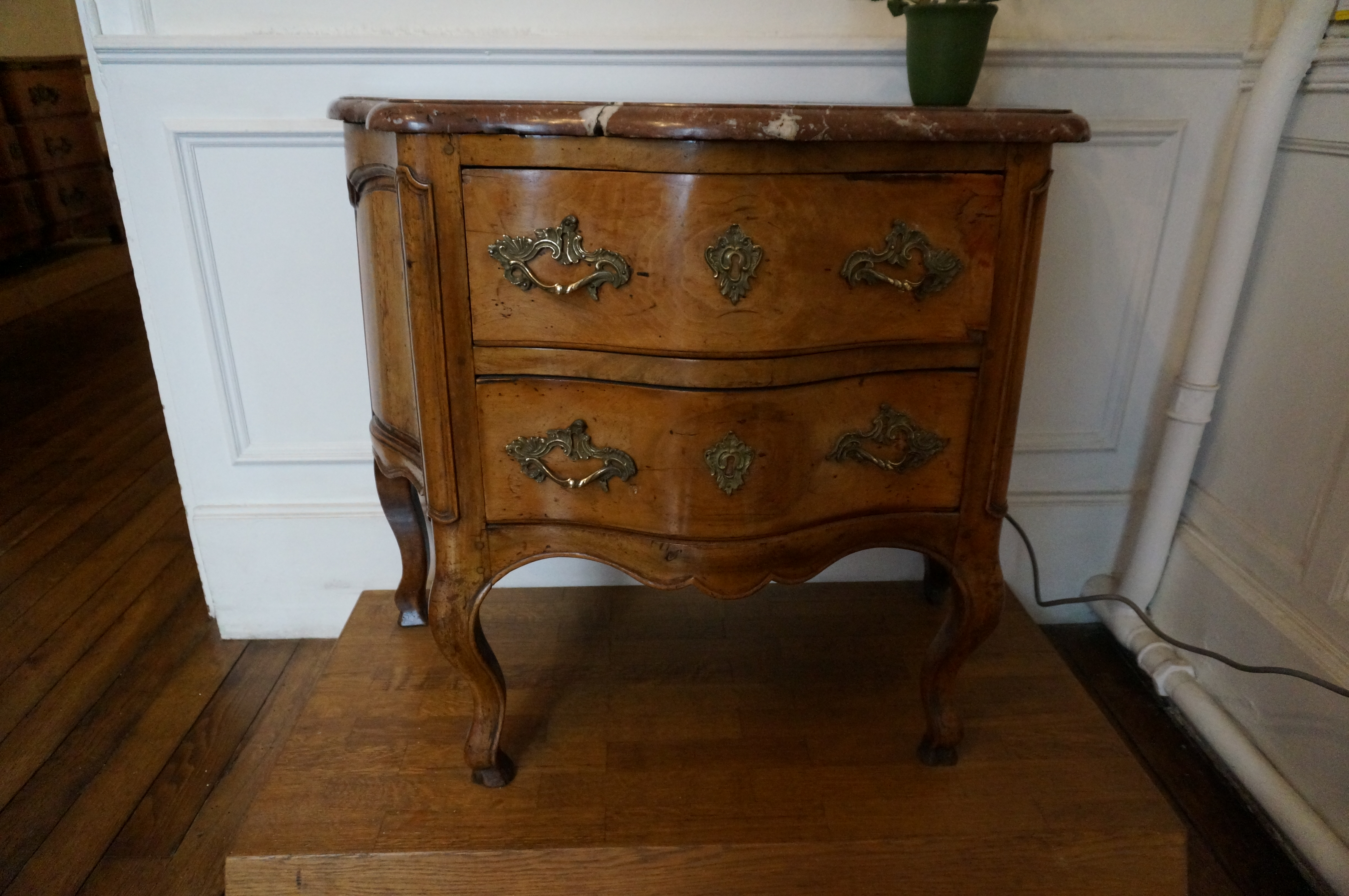
Buffet.
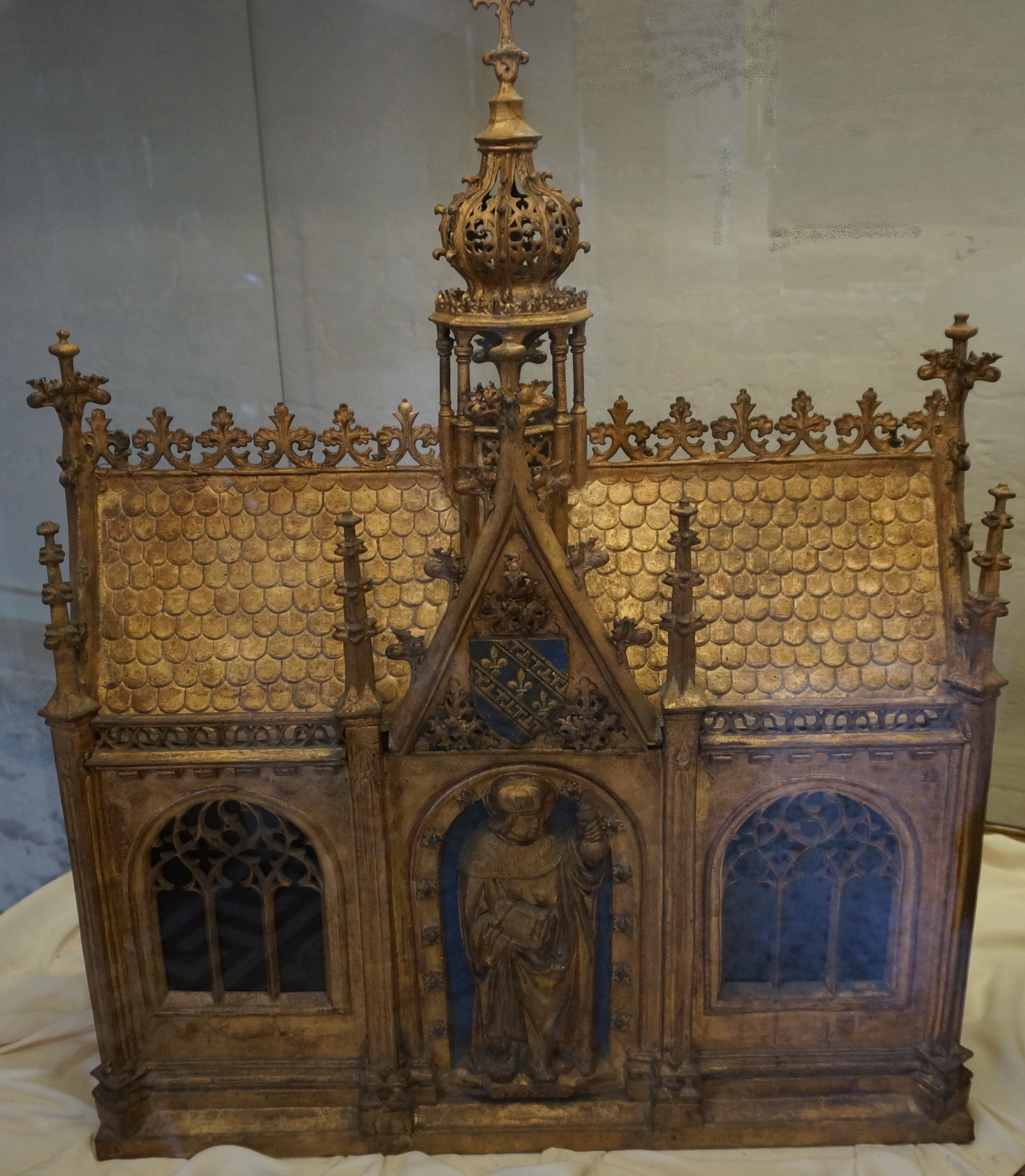
Châsse de 1520 de saint Barthélemy.
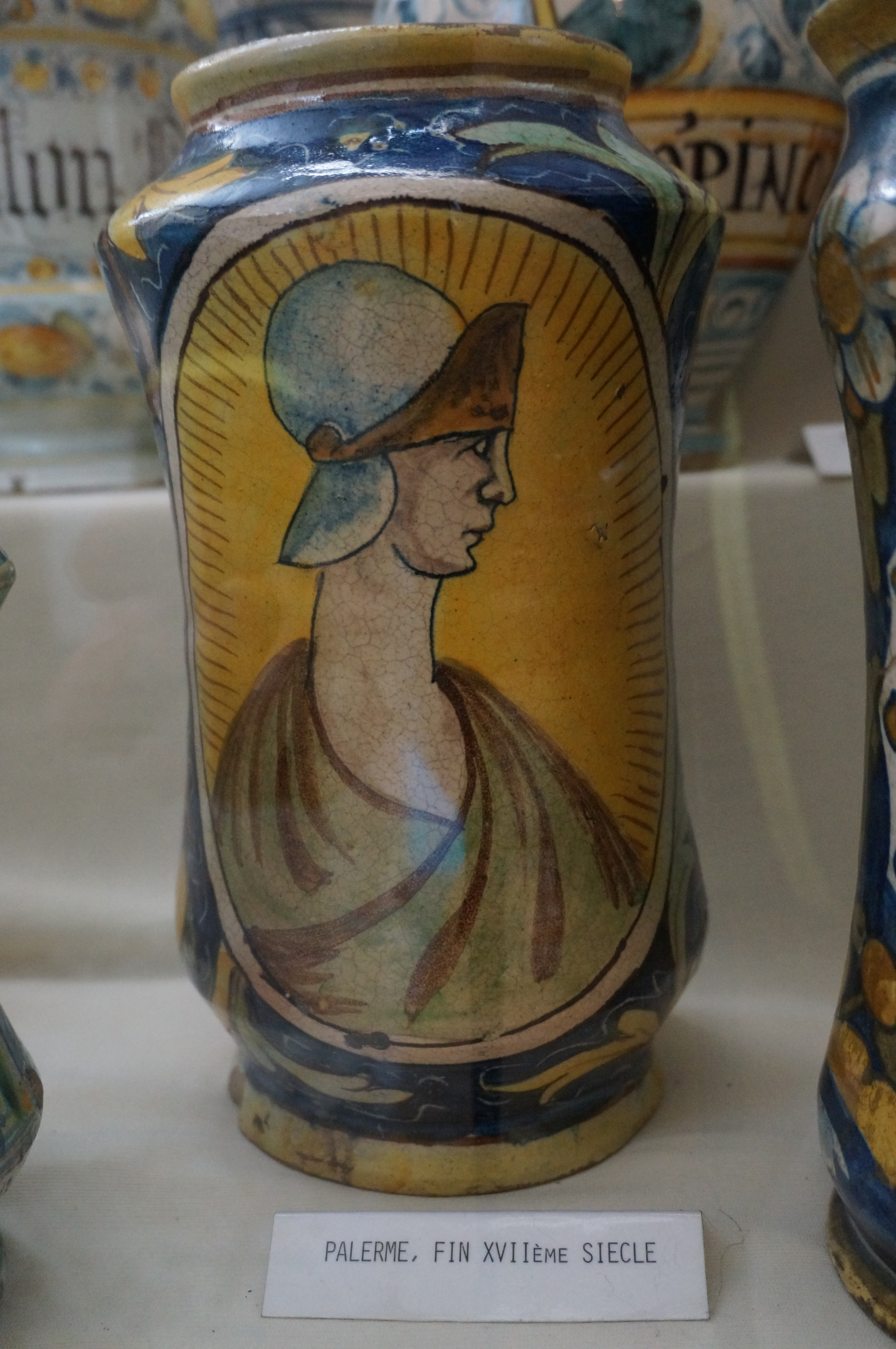
De Palerme, XVIIIe siècle.

### Expositions temporaires
Au sein de l'hôtel-Dieu ont été aménagées trois salles d'expositions temporaires organisées par le conseil départemental de l'Aube. 
- À partir de fin 2018, elles accueillent l'exposition temporaire ArkéAube [8] qui présentait en particulier les objets du complexe funéraire du Moutot à Lavau. Cette exposition a fermé ses portes le 30 septembre 2019.

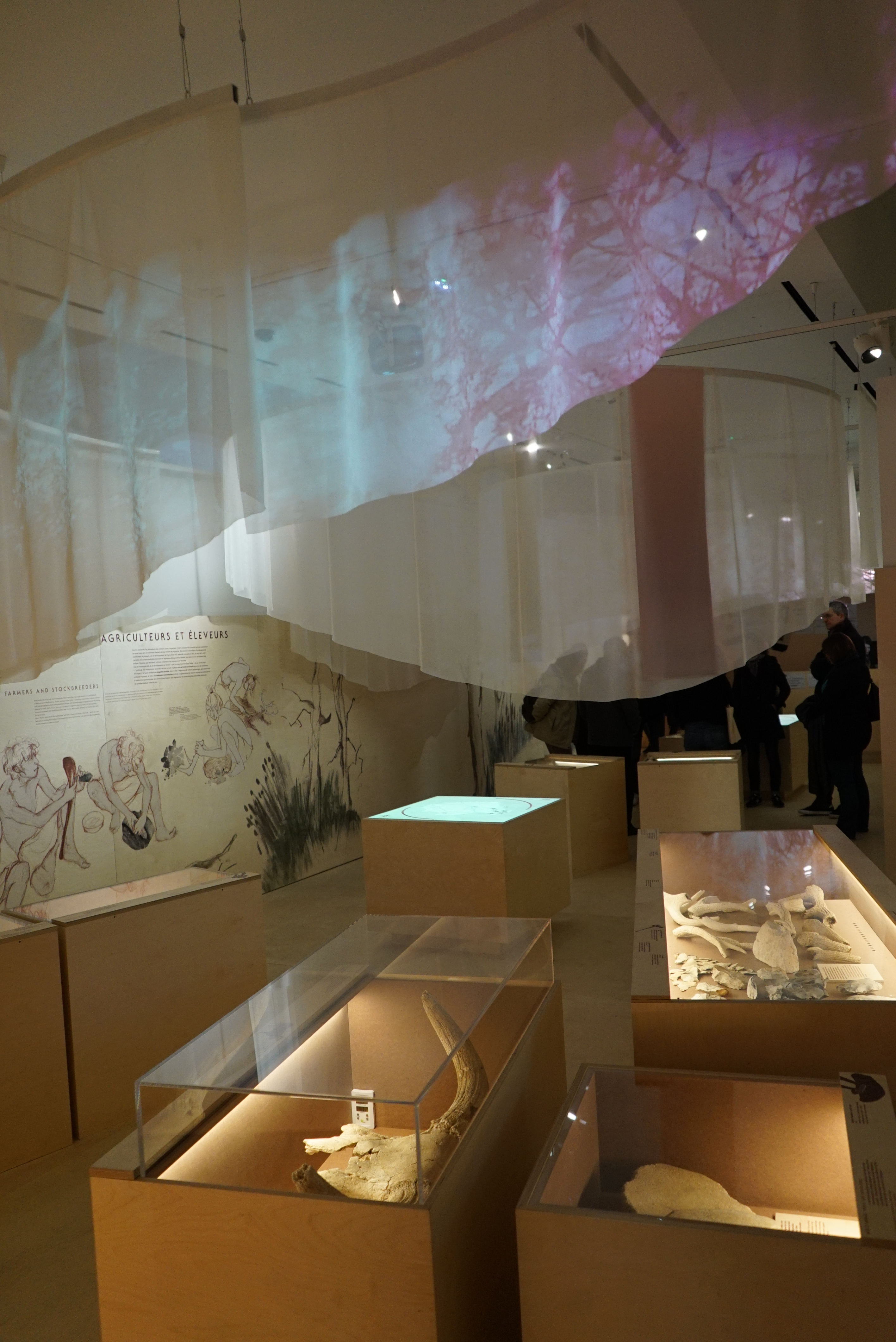
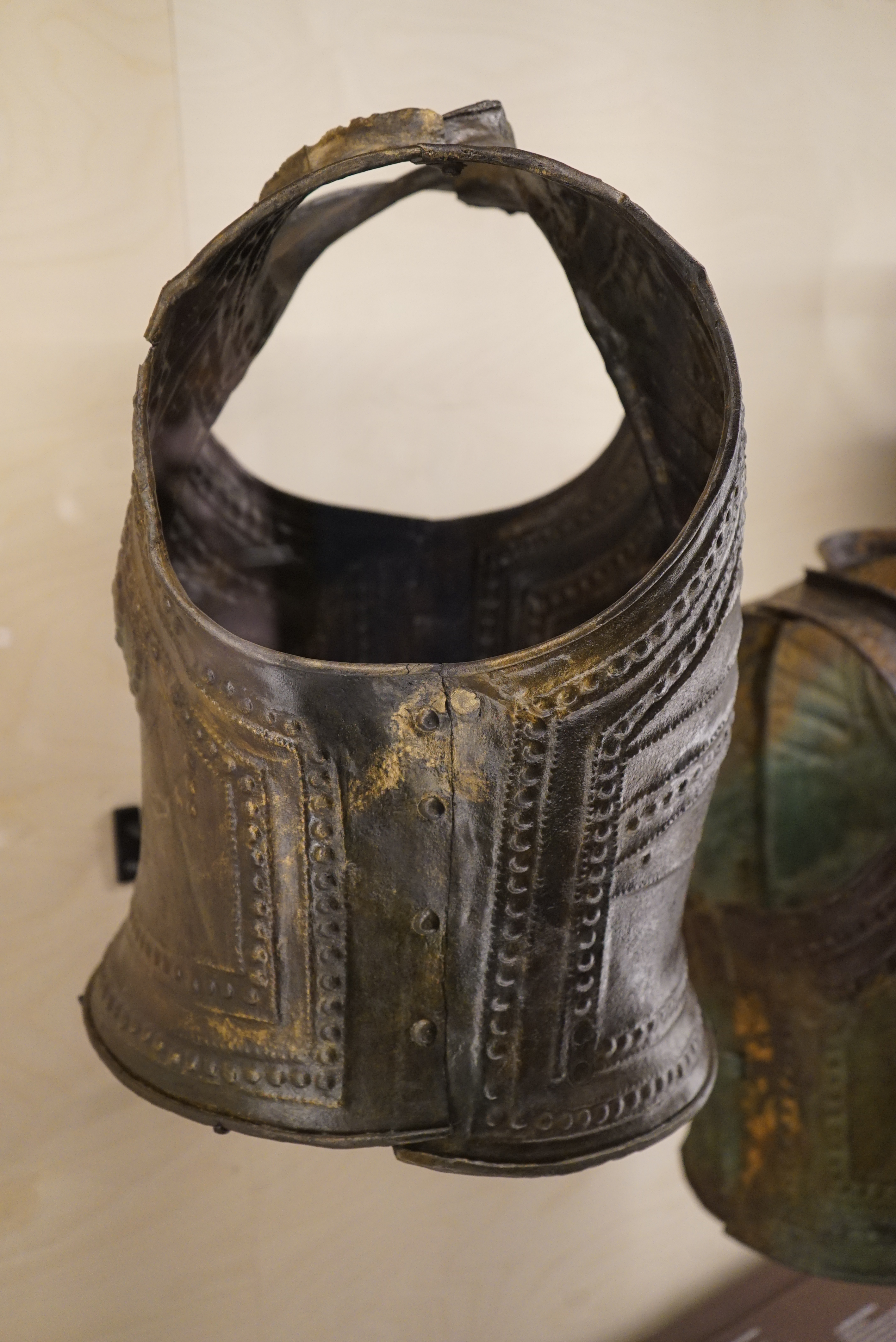
Cuirasses de Marmesse.
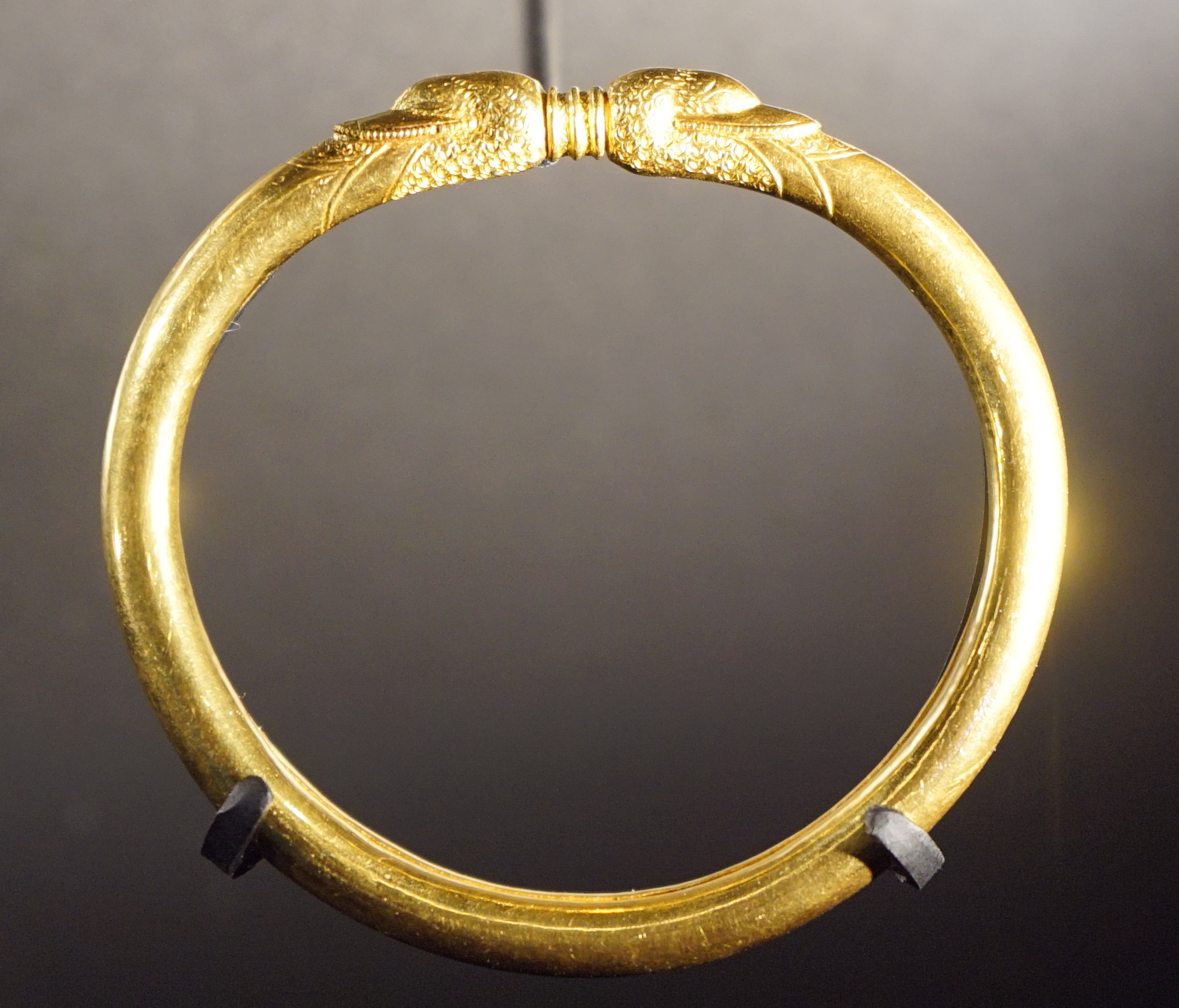
Bracelet du prince de Lavau.
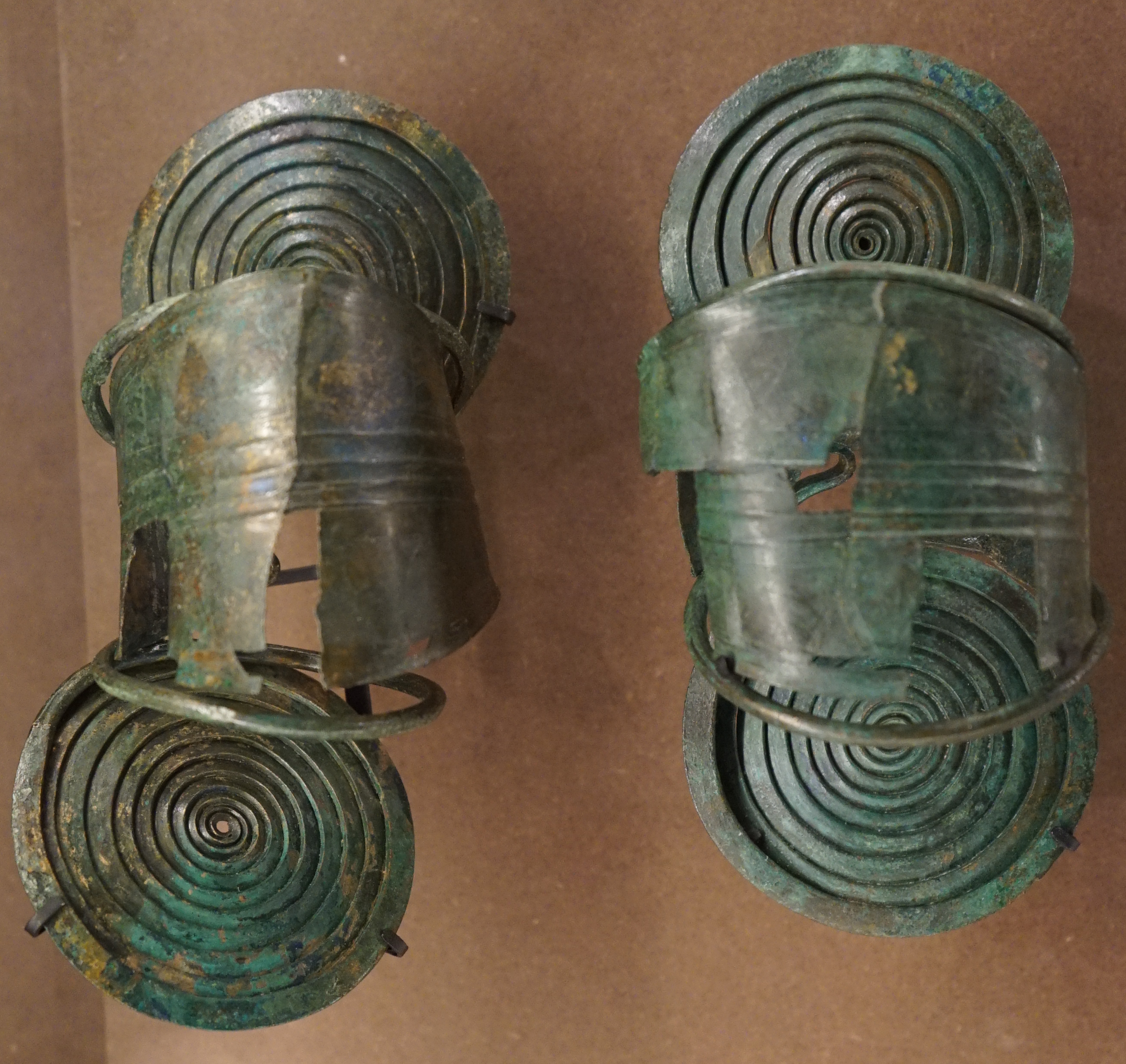
Jambières et...
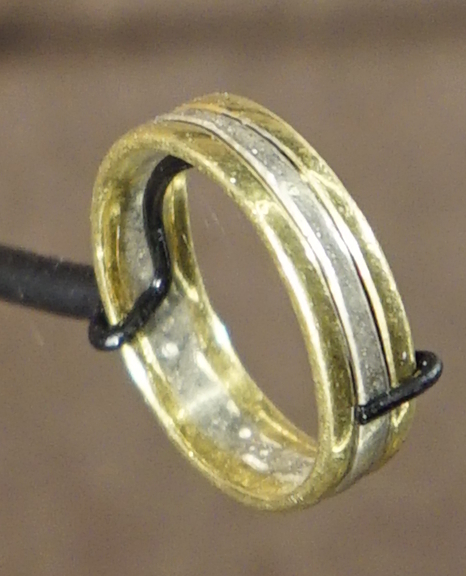
... bague en or de Barbuise.
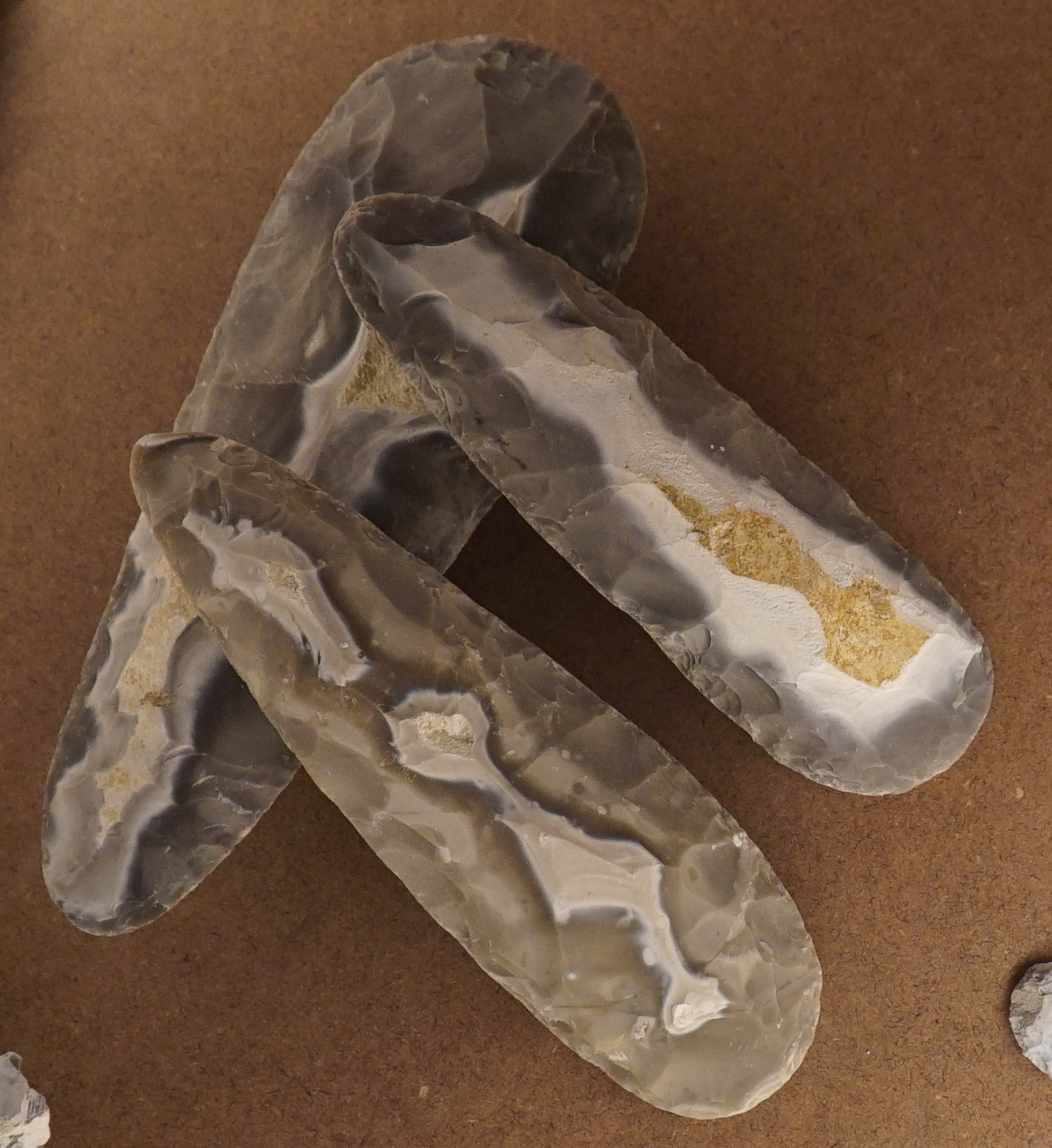
Ébauche de haches Villemaure.

- L'exposition de 2020 intitulée « Troyes 1420. Un roi pour deux couronnes » porte sur le traité de Troyes, ratifié le 21 mai 1420 à Troyes.